# Warta Poznań (piłka nożna)
Warta Poznań SA – polski klub piłkarski z siedzibą w Poznaniu, w sezonie 2025/2026 występujący w II lidze. Dwukrotny mistrz Polski, pięciokrotny wicemistrz Polski.

## Sukcesy
- Mistrz Polski (2 razy) – 1929, 1947
- Wicemistrz Polski (5 razy) – 1922, 1925, 1928, 1938, 1946
- Trzecie miejsce (7 razy) – 1921, 1923, 1926, 1927, 1932, 1935, 1936

- Półfinalista Pucharu Polski – 1926
- Wicemistrz Polski juniorów U-19 (2 razy) – 1936, 1975
- Mistrz Wielkopolski (11 razy) – 1913, 1914, 1920, 1921, 1922, 1923, 1924, 1925, 1926, 1946, 1947
- Wicemistrz Wielkopolski – 1919
- Król strzelców – (1932) Kajetan Kryszkiewicz

## Historia

### Początki

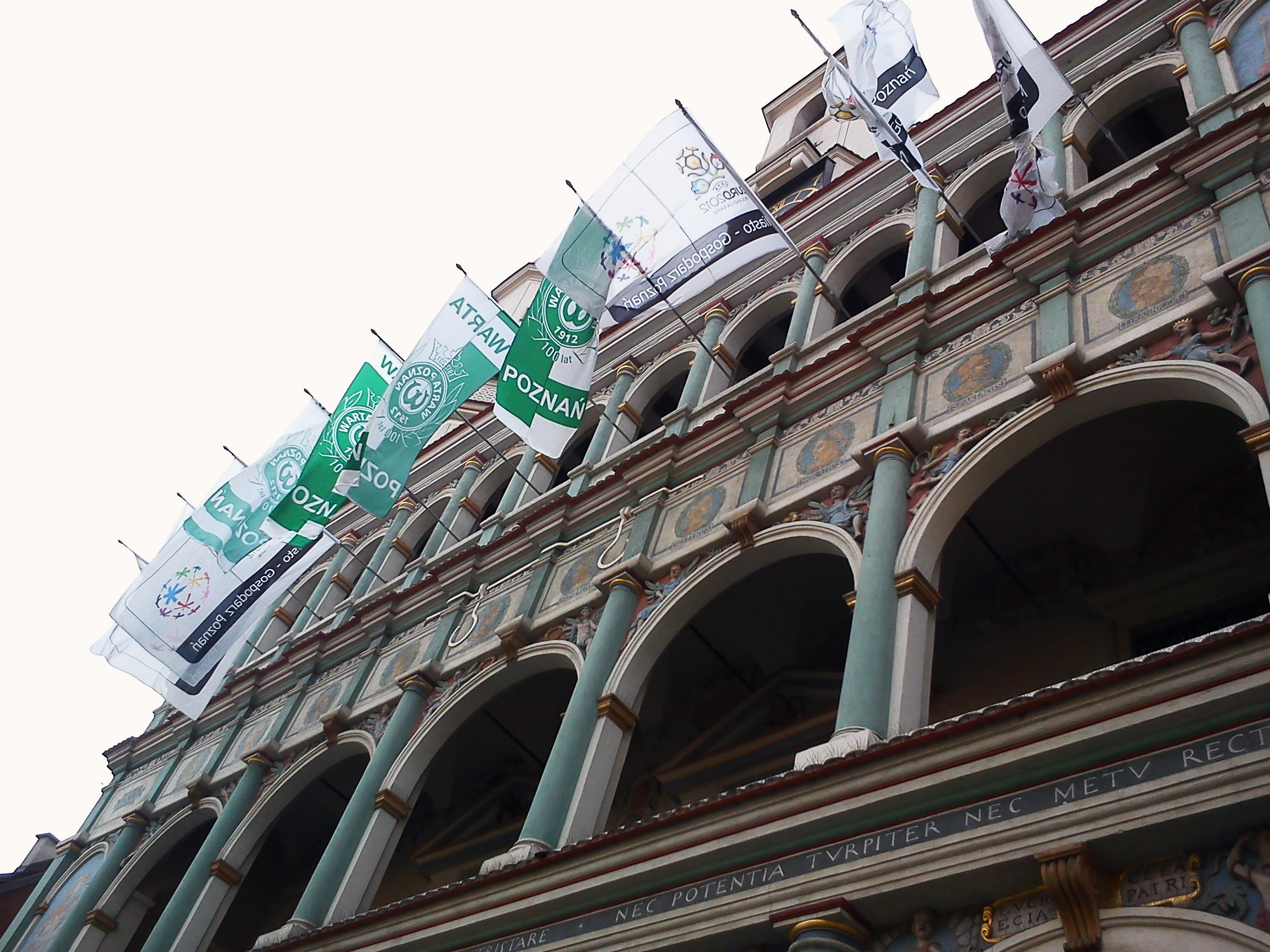
Barwy Warty wywieszone na Ratuszu w Poznaniu z okazji 100-lecia klubu.

15 czerwca 1912 utworzono Klub Sportowy Warta Poznań, który nieco później zaczęto nazywać "pierwszą damą Wielkopolski". Jego założycielami byli młodzi Polacy, grający wcześniej w niemieckich klubach poznańskich – Unionie i Britanii: Marian Bey, Stefan Malinowski, Stefan Mórkowski, bracia Edmund i Franciszek Szycowie oraz Ludwik Zysnarski. Weszli oni w skład pierwszego zarządu klubu, którego pierwszym prezesem – jako najstarszy członek zarządu – został Franciszek Szyc. Jego brata Edmunda mianowano sekretarzem, zaś kapitanem drużyny był Marian Bey. Na zebraniu założycielskim wybrano kolory biało-zielony, jako statutowe barwy.
W ramach utrudnień wprowadzonych przez władze zaborcze zakazano rozgrywania meczów z udziałem polskich drużyn. Ów zakaz przyspieszył decyzję o przeprowadzeniu w roku 1913 pierwszych mistrzostw Wielkopolski, w których wzięły udział 3 zespoły: Warta Poznań, Posnania oraz Ostrovia Ostrów Wielkopolski. Wyniki Warty były następujące: Posnania – Warta 1:1, Warta – Ostrovia 3:2, Ostrovia – Warta 3:4, Warta – Posnania 2:2. Końcowa tabela:
| 1. | Warta    | 4 | 6 | 10:8  |
| 2. | Posnania | 4 | 4 | 10:8  |
| 3. | Ostrovia | 4 | 2 | 10:14 |

Pierwszym mistrzem Wielkopolski została Warta Poznań. Rozegranie inauguracyjnych mistrzostw regionu spowodowało eksplozję popularności piłki nożnej na terenie Poznania. W szybkim tempie zaczęły wyrastać nowe sekcje piłkarskie, zrzeszające jedynie polską młodzież. Takimi zespołami były: Trytonia założona na Łazarzu oraz powstała na Jeżycach drużyna o nazwie Sparta. W roku 1914, mimo rozpoczęcia działań wojennych związanych z wybuchem I wojny światowej, w Poznaniu starano się w miarę możliwość organizować życie sportowe, co wcale nie było łatwe ze względu na wprowadzenie przez Niemców stanu wojennego. Generalnie przepisy nie zezwalały na jakiekolwiek spotkania czy organizowanie zgromadzeń bez odpowiednich zezwoleń. Mimo tych utrudnień w roku 1914 odbyły się drugie mistrzostwa Wielkopolski, w których udział wzięły tylko dwa zespoły: Warta Poznań i KS Posnania. Wyniki tego dwumeczu były następujące: w pierwszym Warta dość gładko ograła Posnanię 6-3, a w drugim dopełniła formalności, pokonując swojego przeciwnika 2-1. Tabela końcowa tych mistrzostw prezentowała się następująco:
| 1. | Warta    | 2 | 4 | 8:4 |
| 2. | Posnania | 2 | 0 | 4:8 |

W 1915 Warta rozegrała mecze z drużyną Fever Kościan, w których biało-zieloni okazali się gorsza od gości; najpierw ulegając im 3-1, potem remisując 5-5. Jedną z zagadek roku 1915 jest wiarygodna informacja o tym, kto wygrał kolejne mistrzostwa Wielkopolski. Z kroniki klubu Ostrovia można się dowiedzieć, że to właśnie ten klub wygrał mistrzostwa. Jednak wielu badaczy powątpiewa, żeby było to prawdą, albowiem brak jest jakichkolwiek innych materiałów źródłowych, na podstawie których dałoby się potwierdzić ten zapis. Możliwa jest jeszcze jedna teoria, która podają J. Owsiański i T. Siwiński. Ta mianowicie, że tytuł mistrzowski Ostrovia sobie przypisała po wygranym dwumeczu z zespołem poznańskiej Warty. Byłoby to logicznym wytłumaczeniem zapisu w kronice o zdobyciu mistrzostwa Wielkopolski. W dwumeczu tym pierwszy mecz zakończył się zwycięstwem Warty 4-2 mecz drugi zakończył się zwycięstwem zespołu z Ostrowa w stosunku 4-1. Rok 1915 to nie tylko pojedynki pomiędzy polskimi zespołami, ale też i pojedynki z zespołami niemieckimi. Warto tutaj wspomnieć o meczu, który został rozegrany w grudniu pomiędzy Wartą Poznań a chyba najsilniejszym zespołem niemieckim DeutscherSportverein (DSV). Sam mecz zakończył się wynikiem 2-2, co można uznać za wielki sukces polskiej drużyny, a także za bardzo dobry sportowy prognostyk na kolejne, nadchodzące lata. Mecze między drużynami poznańskimi odbywały się w kolejnych latach I wojny światowej. W roku 1916 do niespodzianek doszło już na samym początku, kiedy drużyna Warty najpierw uległa Unii 1-2, potem niespodziewanie zremisowała 2-2 ze Stellą Gniezno. W tym też roku odbył się kolejny pojedynek między zespołem DSV a Wartą, gdzie poznaniacy okazali się o klasę lepsi, pokonując niemieckiego przeciwnika aż 4-0. Rok 1917 to z kolei rok jubileuszowy dla zespoły Warty, która obchodziła swoje 5 urodziny. W kronice klubu może przeczytać o wielkich uroczystościach, jakie miały miejsce podczas obchodów 5-lecia zespołu. Z tego też powodu zorganizowano turniej z udziałem najlepszych poznańskich zespołów. Rok ten to nie tylko uroczystości związane z obchodami 5 – lecia istnienia drużyny. To również zmiana warty – za sterami drużyny stanął Franciszek Rotnicki, o którym ówcześnie pisano: „…Człowiek o dużym autorytecie, energiczny i przedsiębiorczy. On to, wspólnie z umiejętnie dobranym gronem współpracowników buduje w tym ciężkim okresie trwałe podstawy przyszłej wielkości klubu. Przewidując trafnie niechybny koniec zaborczego imperializmu pruskiego koncentruje wysiłki zarządu przede wszystkim na utrwaleniu klubowej tradycji, na przywiązaniu do barw Warty…”. Rok 1917 dla Warty to nie tylko czas świętowania, to także kolejne mecze między poznańskimi zespołami. Do tego wszystkiego dochodzi współpraca z Polską Organizacją Wojskową. Ostatni rok wojny przynosi kolejne potyczki sportowe między drużynami wielkopolskimi. Jednak najważniejszą wiadomością była informacja o zakończeniu I wojny światowej oraz o ustaleniach pokojowych, które mówiły o przywróceniu wolnej i niepodległej Polski.

### Okres międzywojenny
Rok 1918 to nie tylko ogromna radość z odzyskania po 123 latach niepodległości, to także nowe możliwości dla polskiego sportu, organizowanego w granicach terytorium państwa polskiego, bez ingerencji mocarstw co do kształtu, jak i sposobu rozwoju towarzystw czy klubów sportowych. Organizacja i odbudowa odbywała się na zgliszczach, jakie pozostały po działaniach wojennych. Podczas konfliktu zginęło wielu doborowych sportowców, jak i wielu zasłużonych działaczy, zniszczona została i tak skromna baza sportowa. Wielkopolskę czekał jeszcze jeden bój, zryw narodowy jakim było powstanie wielkopolskie, zakończone sukcesem i wypędzeniem władz zaborczych. Podczas tego zrywu narodowego każdy piłkarz, który wówczas przebywał na terenie Poznania, nie bacząc na konsekwencje, jakie mogły go spotkać, zgłosił się do służby wojskowej, żeby móc walczyć o ojczyznę. Wraz z nastaniem 1919 roku postanowiono reaktywować struktury sportowe obowiązujące przed wybuchem I wojny światowej, a także podjęto decyzję o rozegraniu pierwszych powojennych mistrzostw Wielkopolski. Do zawodów zgłosiło się 5 zespołów, w tym 4 z Poznania. Tymi klubami były: Unia, Warta, Posnania i Pogoń. Natomiast piątym zespołem, który zgłosił się do mistrzostw była drużyna z Ostrowa Wielkopolskiego, czyli Ostrovia. Wyniki tych mistrzostw były następujące: Posnania – Ostrovia 3:1, Ostrovia – Warta 1:7, Unia – Pogoń 9:1, Warta – Posnania 7:0*, Ostrovia – Pogoń 3:2, Unia – Warta 2:3, Pogoń – Posnania 3:3, Unia – Ostrovia 4:0, Warta – Pogoń 7:0, Unia – Warta 4;1. Tabela mistrzostw prezentowała się następująco:
| 1. | Unia     | 4 | 8 | 20:2 |
| 2. | Warta    | 4 | 6 | 22:5 |
| 3. | Posnania | 4 | 3 | 6:14 |
| 4. | Ostrovia | 4 | 2 | 5:16 |
| 5. | Pogoń    | 4 | 1 | 6:22 |

Mecze w ramach mistrzostw Wielkopolski to nie jedyne spotkania, jakie odbyły się w Poznaniu. Doszło również do organizacji meczów towarzyskich z udziałem zespołów warszawskich. I tak między innymi do stolicy Wielkopolski zawitały takie kluby jak stołeczna Polonia czy Korona, które rozegrały pojedynki z poznańską Wartą. W roku 1921 ruszyły mistrzostwa okręgu w klasie A, w której wystąpiły takie kluby piłkarskie z Wielkopolski jak Warta, Pogoń, „Stella” Gniezno. Najlepszą drużyną ponownie okazała się drużyna Warty Poznań.

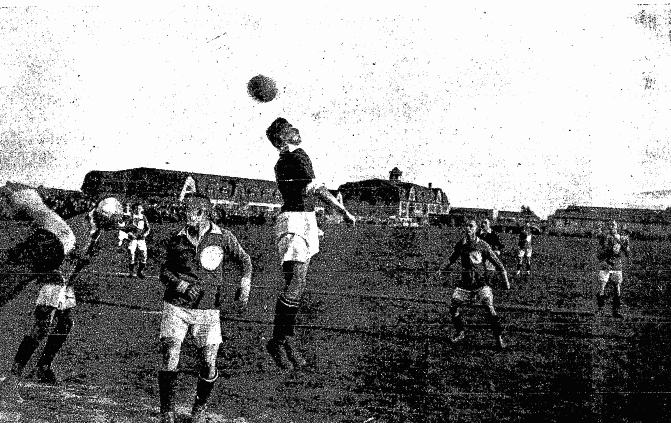
Mecz Sokół Toruń – Warta Poznań w 1922 roku

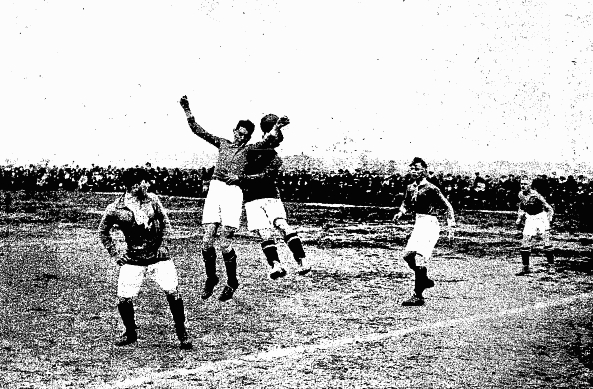
Mecz Warty Poznań z Ostrowią w 1922 roku, głową uderza Wawrzyniec Staliński

W wyniku przeprowadzonych rozgrywek (rok 1922) po raz kolejny w klasie A najlepszą drużyną okazała się Warta Poznań, zaś na drugim miejscu uplasował się Sokół Toruń, a na trzecim Pogoń Poznań. Tym samym drużyna „zielonych” wywalczyła sobie prawo reprezentowania okręgu poznańskiego podczas mistrzostw Polski. Trzeba zaznaczyć, że grupę eliminacyjną Warta przeszła jak burza, pokonując takie potęgi piłkarskie jak ŁKS Łódź, Polonia Warszawa i Strzelec Wilno. Wraz z zakończeniem rozgrywek eliminacyjnych poznaniacy czekali na wyniki drugiej grupy, z której zwycięzcą mieli walczyć o tytuł najlepszej drużyny w Polsce. Przeciwnik nie był łatwy dla Warty, bowiem zwycięzcą drugiej grupy została drużyna Pogoni Lwów. Pierwszy mecz odbył się w Poznaniu i zakończył się remisem 1-1. Mecz rewanżowy z kolei odbył się we Lwowie i zakończył się wynikiem 4-3 dla Pogoni Tym samym Warta i cały Poznań mogli się cieszyć ze zdobycia tytułu Wicemistrza Polski. Rok 1923 to kolejny rok dominacji Warty Poznań w klasie A. Spowodowało to, że po raz kolejny miała możliwość udziału w walce o miano najlepszej drużyny piłkarskiej w Polsce. Mimo pogarszającej się sytuacji finansowej klubu drużyna pokazała hart ducha i udało jej się w swojej grupie eliminacyjnej uplasować na drugiej pozycji, za krakowską Wisłą. Warto tutaj wspomnieć, że pozostałymi drużynami w grupie, z którymi musiała toczyć boje poznańska Warta, to takie zespoły jak ŁKS Łódź, Pogoń Lwów, Iskra Siemianowice czy Polonia Warszawa. Porażka z Łódzkim Klubem Sportowym zaprzepaściła szanse na grę w finale mistrzostw Polski, w którym to zmierzyły się drużyny Wisły Kraków i Pogoni Lwów.

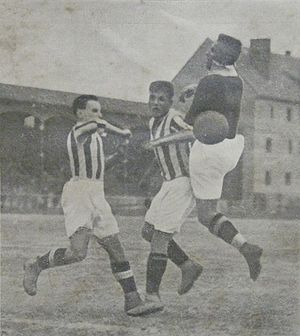
Warta Poznań 4:1 Cracovia, mecz towarzyski w Poznaniu (niedziela 3 sierpnia 1924), Władysław Przybysz (pierwszy od prawej)

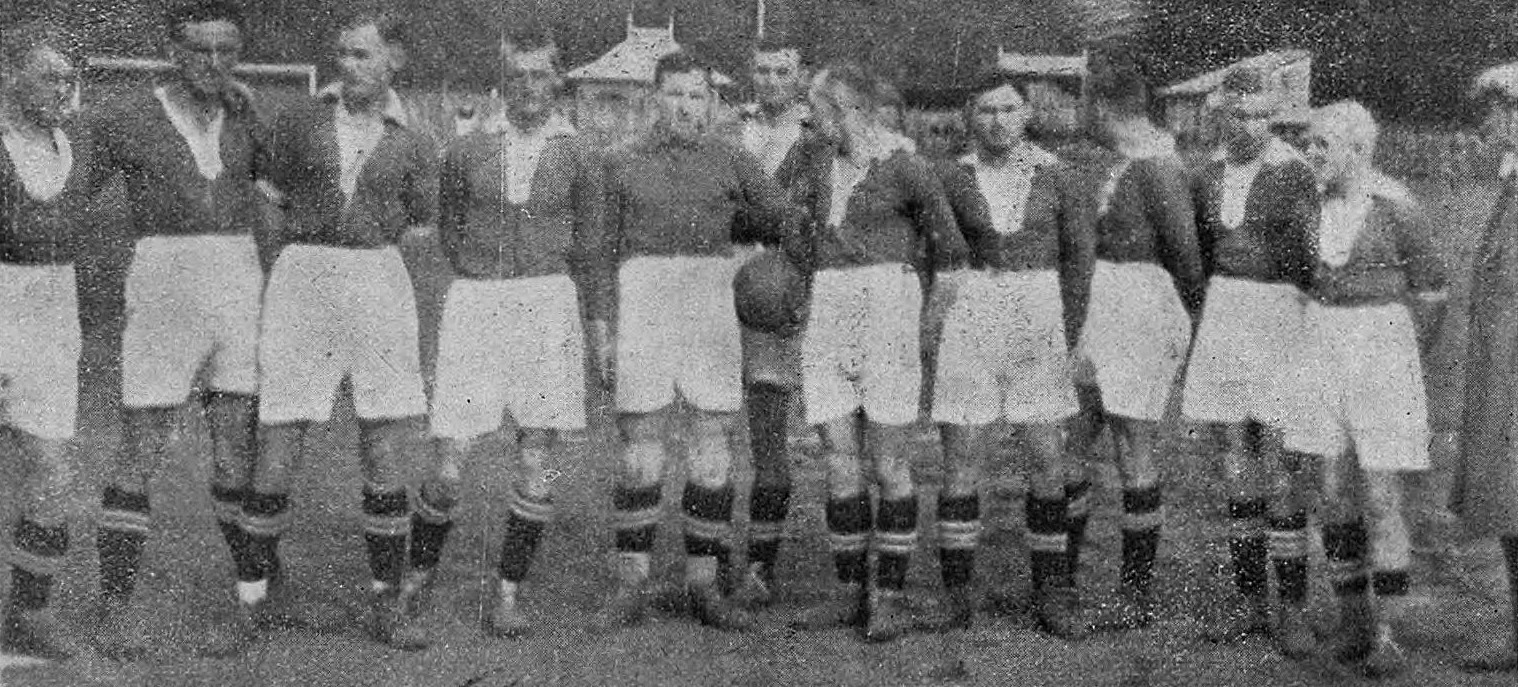
Warta Poznań (1925)

W styczniu 1925 roku odbyło się Walne Zgromadzenie Poznańskiego Związku Okręgowego Piłki Nożnej, podczas którego, w wyborach na stanowisko prezesa, Kazimierz Donat (Warta) pokonał majora Kazimierza Glabisza, który po raz kolejny przeprowadził rozliczenie roczne ze swej działalności. We wrześniu 1925 Kazimierz Donat zrezygnował ze stanowiska prezesa, a funkcję tę powierzono Wacławowi Wrześniewiczowi. W roku 1925 odbyły się jedynie finały mistrzostw Polski na bazie mistrzostw okręgowych przeprowadzonych rok wcześniej. Zespół poznański dość gładko przeszedł eliminacje, awansując szybko do gier finałowych, których terminarz został zmanipulowany przez PZPN, na niekorzyść poznańskiej ekipy. Chodziło o zakulisowe przekładanie terminu meczu finałowego Warty z Wisłą Kraków. Ostatecznie, w wyniku odwołania, Warcie przyznano walkower, jednak mistrzem po raz kolejny została Pogoń Lwów. Kolejne mistrzostwa okręgu w roku 1926, to kolejny sukces Warty Poznań, która nie miała sobie równych, wyprzedzając takie zespoły jak Unia i Pogoń. W rozgrywkach finałowych Warta w grupie eliminacyjnej zdobyła pierwsze miejsce, zdobywając 8 pkt, jednak w finale musiała uznać wyższość swoich przeciwników, plasując się na trzecim miejscu, zdobywając jedynie 3 punkty.
W latach kolejnych (1926-1928) istniał konflikt pomiędzy PZPN i klubami piłkarskimi, które utworzyły ligę. Dopiero w roku 1928 konflikt został zażegnany i do ligi przystąpiły wszystkie czołowe zespoły.
W 1929 roku Warta zdobyła pierwsze mistrzostwo Polski. Oficjalna tabelę polskiej ligi za rok 1929 przedstawiała się następująco:
| 1.  | Warta          | 24 | 33 | 58-33 |
| 2.  | Garbarnia      | 24 | 32 | 62-43 |
| 3.  | Wisła          | 24 | 30 | 62-46 |
| …   |                |    |    |       |
| 11. | Czarni         | 24 | 18 | 59-63 |
| 12. | 1. FC Katowice | 24 | 17 | 33-51 |
| 13. | Turyści        | 24 | 17 | 31-55 |

[21]
Warto wspomnieć o składzie, który zdobył tak bardzo wyczekiwane, pierwsze mistrzostwo Polski dla Poznania. Przedstawiał się on następująco: Marian Fontowicz, Marian Śmiglak, Michał Flieger, Ginter Rudolf Scherfke I, Jan Wojciechowski, Witold Kazimierz Przykucki, Leon Radojewski, Adam Knioła, Fryderyk Egon Scherfke II, Władysław Przybysz, Edmund Rochowicz, Wawrzyniec Staliński, Władysław Andrzejewski.
11 sierpnia 1929 roku Warta zagrała mecz towarzyski z ekipą Philipsu Eindhoven. Był to pierwszy mecz jakiejkolwiek drużyny z Holandii w Polsce. Spotkanie było pierwszą relacją na żywo z spotkania piłki nożnej na terenach RP. Mecz w Radiu Poznańskim skomentował Ludomir Budziński. Spotkanie 5:2 wygrała drużyna z Poznania.
Koniec roku 1929 to również początek kryzysu ekonomicznego, który dotknął nie tylko Polskę, a który dość dotkliwie odbił się na wszystkich zespołach piłkarskich. Niektóre z nich musiały zaprzestać swojej działalności, te większe z trudem wiązały koniec z końcem. Taki stan rzeczy utrzymywał się aż do roku 1932, co nie oznacza, że zaprzestano organizacji mistrzostw w okręgach, jak również rozgrywek w ramach ligi polskiej. Po bardzo udanym sezonie mistrzowskim przyszedł sezon pełen rozczarowań dla kibiców, jak i piłkarzy Warty Poznań. Bilans sezonu 1930 wyglądał następująco: 22 mecze, 11 zwycięstw, 4 remisy,7 porażek i dopiero 5 lokata na koniec sezonu. Nie ma pewności, co tak naprawdę spowodowało obniżenie formy przez zawodników Warty. Wielu ówczesnych ludzi sportu wskazywało, że głównym winowajcą porażki był węgierski trener Warty Fursta. Jednak nie wszyscy piłkarze Warty Poznań byli rozczarowani tym sezonem, do historii ligi przeszedł legendarny bramkarz zielonych Marian Fontowicz, który jako pierwszy w historii nie puścił bramki przez 500 minut. Następny rok, 1931, to kolejny sezon rozczarowań ze strony Warty w rozgrywkach pierwszej ligi. VII miejsce z dorobkiem: 11 zwycięstw, 1 remis i 10 porażek. Działacze Warty nie mieli pomysłu, jak wyrwać drużynę z marazmu, w którym znajdowała się od ponad dwóch sezonów. Do zespołu zaczęto wprowadzać młodych zawodników, ale na efekty tej pokoleniowej zmiany trzeba było jeszcze poczekać.
Nowy sezon to kolejne nadzieje na dobrą grę jedynego zespołu poznańskiego w Polskiej Lidze. Kłopoty finansowe zostały zażegnane przez działaczy Warty, a młode pokolenie piłkarzy, którzy weszli do drużyny w poprzednim sezonie, zaczęło coraz lepiej grać, zbierając coraz więcej doświadczeń i stając się z meczu na mecz wymagającym przeciwnikiem dla pozostałych uczestników ligi. Sezon roku 1932 pokazał, że Warta ma potencjał. Do tego w fantastycznej formie był bramkarz zielonych Marian Fontowicz. Warta pod koniec rozgrywek uplasowała się na III miejscu z 13 zwycięstwami, 1 remisem i 8 porażkami. Warto tutaj wspomnieć o tym, że Warta jako jedyny zespół pokonał dwukrotnie Cracovię, która na koniec sezonu została mistrzem. Zwycięstwo w meczu wyjazdowym piłkarze poznańscy okupili dużymi stratami, gdyż wraz z sędzią głównym zostali pobici przez kibiców krakowskich.

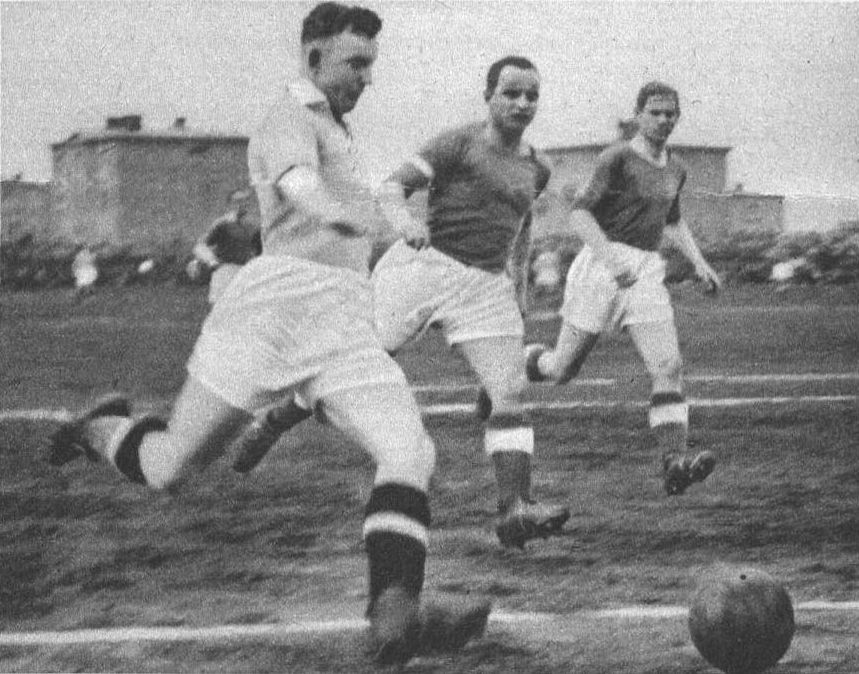
Mecz z Ruchem Hajduki Wielkie w 1937, bronią Kryszkiewicz i Twórz, przy piłce Wilimowski

Kolejny sezon napawał kibiców poznańskich wiarą w sukcesy drużyny Warty po bardzo udanym sezonie 1932. Jednak sezon roku 1933 okazał się bardzo słabym w wykonaniu drużyny zielonych. Można domniemywać, że taki stan rzeczy był spowodowany nowym podziałem ligi na słabszą, jak i na silniejszą grupę. Nie wydaje się jednak, żeby takie tłumaczeni było odpowiednie, gdyż Warta po prostu zawiodła na tle sportowym, najpierw okazując się słabsza od koalicji zespołów krakowskich w grupie silniejszych, a potem zawodząc w grupie zespołów słabszych. Przez pewien czas istniała możliwość degradacji jedynego poznańskiego zespołu z Polskiej Ligi. Na szczęście zieloni uniknęli spadku, ratując się przed degradacją zwycięstwami w ostatnich kolejkach. Końcowy efekt słabej gry spowodował, że poznański zespół uplasował się na IX pozycji z dorobkiem zaledwie 7 zwycięstw, 2 remisów i aż 11 porażek. Sezon 1934 roku pokazał nierówną formę zespołu Warty, przeplatając bardzo dobre mecze z katastrofalnymi. W takim stanie rzeczy zespół poznański uplasował się na zakończenie rozgrywek na VII pozycji z bilansem 9 zwycięstw, 4 remisów i 9 porażek. Kolejne sezony dla zielonych okazały się bardzo udane, ponieważ zarówno w sezonie roku 1935, jak i w sezonie roku 1936 uplasowała się na III miejscu. Rok 1937 okazał się dla niej gorszy, gdyż na koniec sezonu drużyna zajęła najmniej lubiane przez sportowców 4 miejsce z bilansem: 8 zwycięstw, 4 remisów i 6 porażek. W poznańskiej klasie A dominowała aż do początku II wojny światowej Legia Poznań. Wraz napaścią III Rzeszy na terytorium II Rzeczypospolitej postanowiono przerwać trwający sezon ligowy i wstrzymać wszelkie rozgrywki klas mistrzowskich w okręgu.
Na przełomie 1937 i 1938 Warta Poznań wystąpiła z żądaniem wprowadzenia paragrafu aryjskiego, czyli wykluczenia z PZPN klubów, sędziów i piłkarzy nie-chrześcijan.

### II wojna światowa
Po raz drugi klub był zmuszony zawiesić działalność przez okupację hitlerowską. W 1939 roku, po zwycięstwie nad Ruchem Chorzów 5:2, warciarze awansowali na 3. miejsce, jednak rozgrywek nie dokończono. Niemcy zniszczyli wiele dokumentów i pamiątek klubowych, wielu warciarzy rozproszyło się po świecie, część z nich już nie wróciła.

### Czasy powojenne
Jednak tuż po wojnie – 18 marca 1945 roku – zwołano pierwsze powojenne zebranie klubu, reaktywowano na nim jego działalność. Chęć sukcesów była wielka i już w pierwszym powojennym sezonie (1946 rok) Warta zdobyła wicemistrzostwo, ulegając w finałowym meczu stołecznej Polonii (mistrzowie w dwóch sezonach po wojnie byli wyłaniani systemem pucharowym, ligę wznowiono w roku 1948). Rok później aspiracje były jeszcze większe. Warciarze grali jak z nut. W półfinale rozgrywek pokonali AKS Chorzów 4:1 i 2:0, i w finale czekała na nich krakowska Wisła. W Krakowie Wielkopolanie wygrali 2:0. Zainteresowanie rewanżem w Poznaniu było bardzo duże. Na stadion przy Rolnej przyszedł nadkomplet (ponad 20 000 ludzi). Po emocjonującym meczu, zakończonym zwycięstwem Zielonych 5:2, Warta zdobyła drugie mistrzostwo w swojej historii.
Jednak okres stalinizmu zakończył epokę zwycięstw dla Warty. W 1950 roku doszło do fuzji z klubem HCP (występującym pod nazwą Stal), wynikiem czego było zniknięcie historycznej nazwy Warta. W sezonach 1951-1955 klub występował pod nazwą Stal Poznań. Na szczęście okres ten nie trwał długo i 29 grudnia 1956 roku, Walne Zgromadzenie Klubu przywróciło mu dawną nazwę. W 1959 patronat nad Wartą przejęły Zakłady Hipolita Cegielskiego. Potężne zakłady, co prawda nie były w stanie odbudować dawnej świetności klubu, jednak dzięki im znacznie rozwinęła się baza klubu. Warta zyskała środki na przebudowę stadionu, korty tenisowe i boisko treningowe. Po rozejściu się dróg Warty i HCP w 1989 roku, rozpoczęły się pertraktacje w sprawie własności obiektów. Zakończyły się one powodzeniem i stadion Szyca wraz z terenami wokół stał się własnością klubu.

### Powrót do elity i spadek do III ligi
Początek lat 90. XX wieku przyniósł powrót do Ekstraklasy po 43 latach. Był to tylko dwusezonowy epizod (1993/94 i 1994/95). Przełom XX i XXI wieku, to przeważnie pierwsza połowa III ligowej tabeli z krótkimi odwiedzinami na zapleczu Ekstraklasy.
W sezonie 2006/2007 zespół zajął drugie miejsce w rozgrywkach II grupy III ligi i zagrał w barażach o II ligę z Unią Janikowo. Po osiągnięciu wyników 1:1 w Poznaniu i 2:2 w Janikowie dzięki korzystniejszemu wynikowi na wyjeździe awans wywalczyła Warta.

### Era Pyżalskich

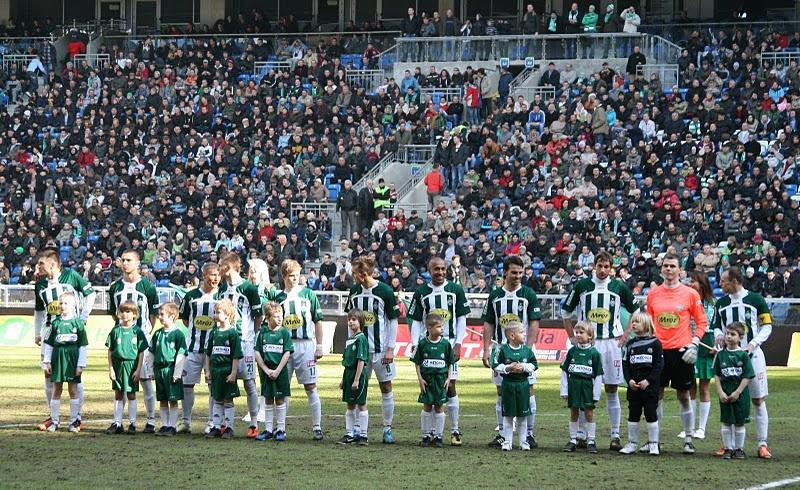
Mecz z GKS-em Katowice na Stadionie Miejskim

Od sezonu 2010/2011 Warta zaczęła rozgrywać domowe mecze na Stadionie Miejskim. Spłacono zadłużenia wobec zawodników i wyremontowane szatnie, a 20 stycznia 2011 roku nowym prezesem sekcji piłki nożnej w Warcie została Izabella Łukomska-Pyżalska. Na stanowisku trenera ponownie zatrudniono Bogusława Baniaka, którego asystentem był Piotr Tworek, a dyrektorem sportowym został Tadeusz Fajfer. Frekwencja na pierwszym meczu Warty Poznań rozgrywanym na Stadionie Miejskim w Poznaniu wyniosła ok. 20 tysięcy widzów. 16 czerwca 2011 roku „Bebeto” odszedł z klubu, który pod jego wodzą w sezonie 2010/2011 dopiero w ostatniej kolejce na rzecz Floty Świnoujście stracił miano najlepszej drużyny rundy wiosennej.

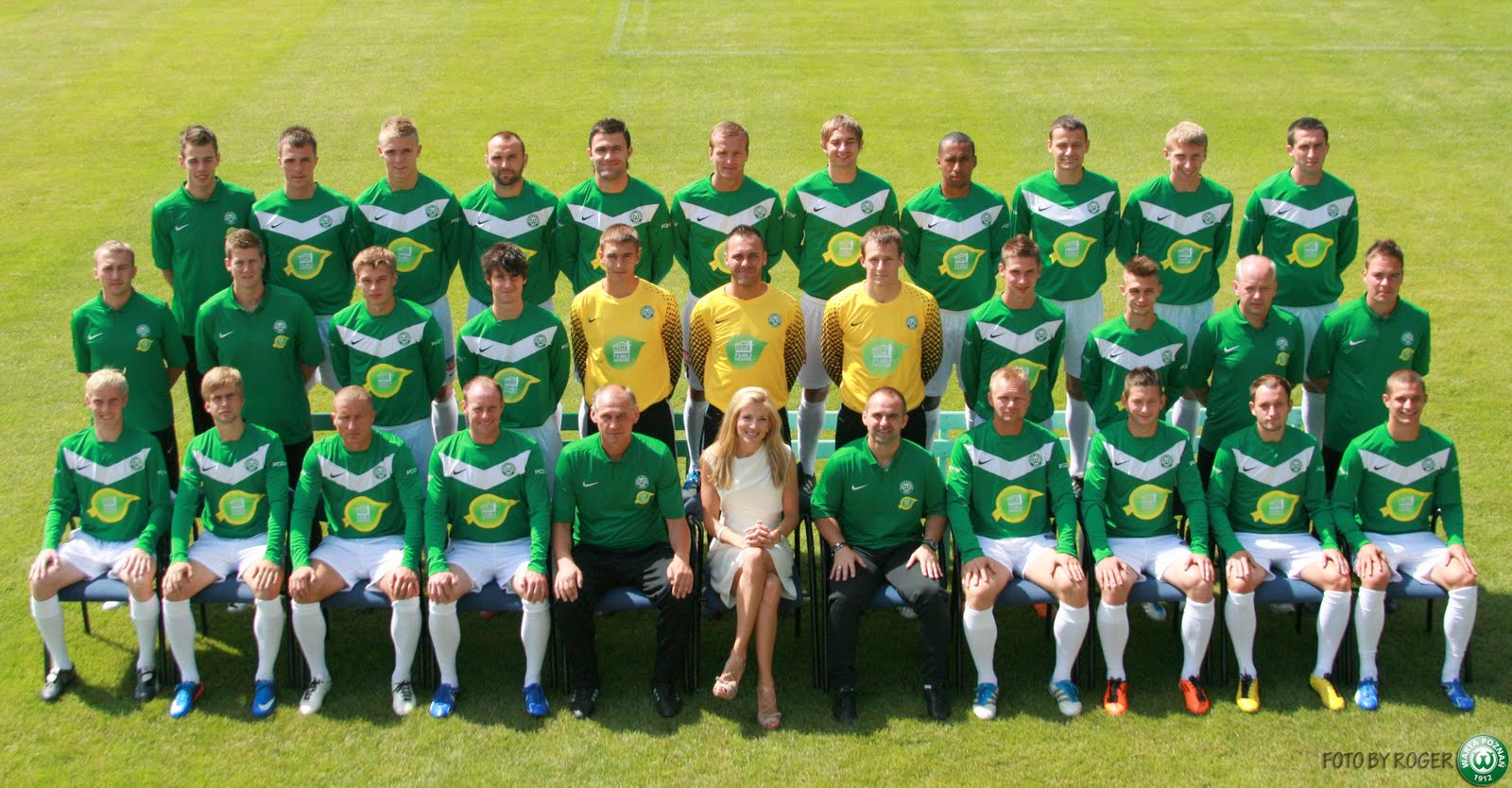
Kadra Warty Poznań na sezon 2011/2012

Do sezonu 2011/2012 zespół przygotowywał Czesław Jakołcewicz, który został zatrudniony na stanowisku trenera 22 czerwca 2011 roku. Jednak już po pięciu kolejkach i odpadnięciu z rozgrywek o Puchar Polski w sezonie 2011/2012 szkoleniowiec podał się do dymisji 22 sierpnia. Dwa dni później nowym trenerem został Artur Płatek. Zmienił się również dyrektor sportowy, którym został kończący karierę piłkarską Arkadiusz Miklosik. 1 listopada 2011 doszło do kolejnej zmiany trenera, miejsce Artura Płatka zajął Jarosław Araszkiewicz, który w latach 2004-2007 prowadził zespół poznańskiej Warty w III lidze. Dnia 6 grudnia nowym asystentem trenera został Czesław Owczarek.
W 2012 roku z okazji stulecia istnienia klubu, sekcja piłkarska Warty Poznań posługuje się nowym herbem, który znajduje się na koszulkach piłkarzy oraz na stronie głównej i na materiałach promocyjnych klubu.

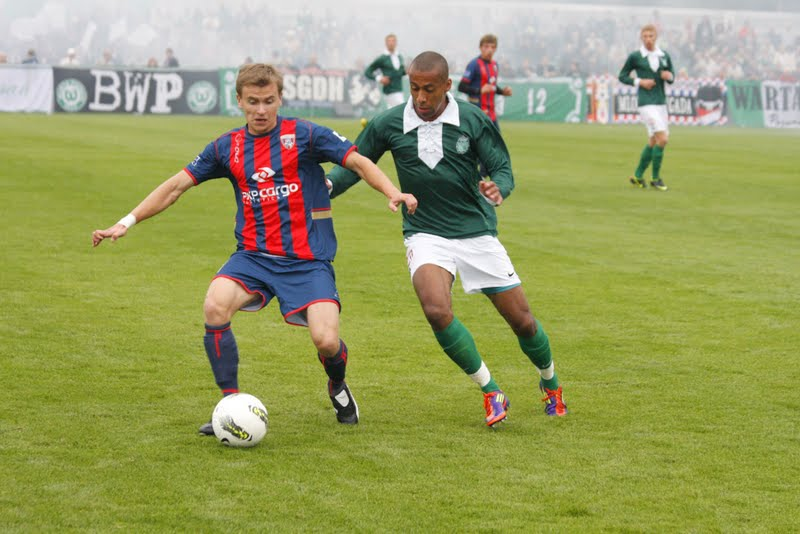
Warta Poznań 2:2 Pogoń Lwów, mecz towarzyski rozegrany 12 września 2012 r. o godz. 17.00 na stadionie KS Warta w Poznaniu

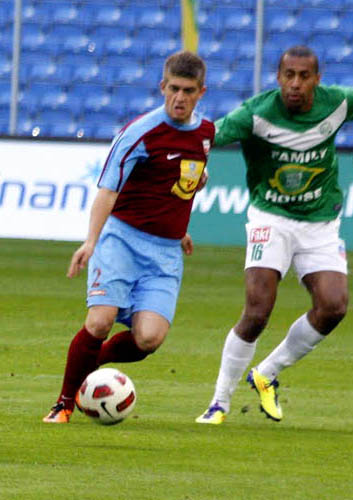
Michał Chrapek z Kolejarza Stróże oraz Alain Ngamayama z Warty Poznań

25 kwietnia 2012 z prowadzenia zespołu zrezygnował Jarosław Araszkiewicz, którego obowiązki przejął dotychczasowy asystent trenera zielonych, Czesław Owczarek. Podczas pierwszego spotkania sezonu 2012/2013 z uwagi na brak licencji Czesława Owczarka na prowadzenie zespołu w I lidze na ławce trenerskiej zasiadł Ryszard Łukasik. Wkrótce na spotkaniu z Komisją Kształcenia i Licencjonowania Trenerów PZPN Czesław Owczarek otrzymał na rok warunkową zgodę na prowadzenie zespołu. Pod koniec roku, 21 grudnia klub rozstał się z trenerem, Czesławem Owczarkiem. W związku z niską kwotą dotacji z Urzędu Miasta i dużymi problemami finansowymi, zimą odeszła większa część podstawowego składu, a w sumie aż 15 piłkarzy. Na początku 2013 roku, 3 stycznia obowiązki trenera przejął dotychczasowy asystent trenera, Waldemar Przysiuda, które pełnił do 14 stycznia. W tym samym dniu nowym szkoleniowcem został Maciej Borowski, który należał od czterech lat do sztabu szkoleniowego I zespołu, a jego asystentem został Mikołaj Tarczyński. 2 kwietnia miejsce trenera zajął Krzysztof Pawlak, który jest ostatnim trenerem, który prowadził zespół Zielonych w rozgrywkach Ekstraklasy. Maciej Borowski powrócił do pracy z bramkarzami. W sezonie 2012/2013 Warta spadła z I ligi, żegnając się z nią po sześciu latach.
Wiele wskazywało, że z powodów finansowych zespół rozpocznie następny sezon w IV lidze, zastępując w niej drużynę rezerw i grając głównie młodzieżowcami. Udało się jednak pozyskać nowego inwestora, którym został poznański radca prawny Maciej Dittmajer. Wszedł on do rady nadzorczej klubu oraz został wiceprezesem ds. sportowych. Nowym trenerem pierwszego zespołu został natomiast Marek Kamiński. Prezesem klubu pozostała jednak Izabela Łukomska-Pyżalska. Dzień przed specjalną konferencją prasową, która odbyła się 28 czerwca 2013 roku, potwierdzono fakt otrzymania przez klub licencji na grę w II lidze.
Warta w sezonie 2013/2014 zajęła co prawda ósme miejsce w tabeli II ligi, ale nie dostała licencji na grę w niej w kolejnym roku. PZPN nie zgodził się na grę Warty w II lidze, bo klub zalegał na ponad 100 tysięcy złotych głównie w ZUS i urzędzie skarbowym. Dotyczyło to jednak innych sekcji niż piłkarska. Ostatecznie klub dostał licencję na grę w III lidze.
Przed sezonem 2014/2015 w klubie zaszło sporo zmian organizacyjnych. Z pełnienia funkcji wiceprezesa zrezygnował Maciej Dittmajer. Na stanowisku trenera Piotra Kowala zastąpił Tomasz Bekas. Mimo tego, że drużynę skazywano przed sezonem na porażkę, ostatecznie "Zielonym" udało się wygrać swoją grupę III ligi i uzyskać prawo gry w barażach. W pierwszym meczu przeciwko Polonii Bytom poznaniacy ulegli jednak na własnym stadionie 1:2.
Po kilku latach błąkania się po niższych ligach w sezonie 2017/18 Warcie udało się ponownie awansować z III miejsca do I ligi. Runda jesienna sezonu 2018/19 zaczęła się jednak nie najlepiej dla klubu z powodu jego kłopotów finansowych i strajku piłkarzy. Klub z powodu remontu swojego stadionu rozgrywa także swoje mecze domowe w Grodzisku Wielkopolskim na Stadione Dyskobolii.
30 sierpnia 2018 roku Izabella Łukomska-Pyżalska podała się do dymisji. Spółka akcyjna stała się w momencie złożenia dymisji własnością Bartłomieja Farjaszewskiego, a pełniącym obowiązki prezesem sześciosekcyjnego stowarzyszenia został Tomasz Kaczor. Łukomska-Pyżalska została w stowarzyszeniu jako wiceprezes.

### Era odbudowy
Po sezonie 2018/19 w którym Warta zajęła 13. miejsce w 1. lidze trener Petr Němec został zwolniony, a w jego miejsce zatrudniony został Piotr Tworek, przed którym zostało postawione zadanie poprawy stylu gry zespołu oraz spokojne utrzymanie. 
W sezonie 19/20 Warta sprawiła niespodziankę i zamiast zakładanego utrzymania udało jej się po wygranych Barażach (z Termaliką w półfinale oraz z Radomiakiem w finale) awansować do Ekstraklasy.  
W sezonie 20/21 Warta po nieudanej rundzie jesiennej była oczywistym kandydatem do spadku. Jednak wiosną w składzie zaszły spore wzmocnienia i Warta zaczęła grać niezwykle skutecznie. Zespół Zielonych został uznany za rewelację sezonu, ponieważ zajęli oni 5. pozycję w lidze i przegrali rywalizację ze Śląskiem Wrocław o europejskie puchary przez niekorzystny bilans spotkań bezpośrednich. 
Następna ligowa kampania nie rozpoczęła się po myśli piłkarzy Warty. Po wygranym meczu 3. kolejki z Górnikiem Łęczna (4:0) nastąpiła seria 11 meczów bez zwycięstwa. Wówczas klub zdecydował się na zmianę trenera. Na tym stanowisku Piotra Tworka zastąpił Dawid Szulczek, który 8 listopada 2021 r. został wykupiony z Wigier Suwałki. W rundzie wiosennej zespół grał już dużo lepiej i finalnie uplasował się na 11. miejscu w tabeli. 
Sezon 2022/23 przebiegał już dużo spokojniej. Po pierwszej rundzie Warciarze znajdowali się w środku tabeli PKO BP Ekstraklasy, by na koniec rozgrywek zająć bezpieczną 8. pozycję. 

## Nazwy
- 1912 – Warta Poznań
- 1949 – Związkowiec Poznań[66]
- 1951 – Stal Poznań
- 1956 – Warta Poznań

## Rozgrywki

### Rozgrywkinieligowei ligowe
Po dziewięciu latach od założenia klubu, Warta przystąpiła do rozgrywek w systemie nieligowym, w których zaprezentowała się z bardzo dobrej strony. W przeciągu ich pięciu edycji, dwukrotnie została srebrnym i brązowym medalistą Mistrzostw Polski.
Od 1927 roku Warta występowała w ligowych rozgrywkach, w czasie których już w trzeciej edycji sięgnęła po pierwszy w swojej historii tytuł Mistrza Polski. W latach 1927–1939 klub stawała dwukrotnie na drugim i czterokrotnie na trzecim stopniu podium rozgrywek. Po II wojnie światowej Warta dwukrotnie wzięła udział w nieligowej rywalizacji o tytuł mistrza kraju, który po raz kolejny wywalczyła w 1947 roku, poprzedzonym wicemistrzostwem Polski zdobytym rok wcześniej.
W 1948 roku na polskich boiskach ponownie zawitały ligowe rozgrywki, które trwają nieprzerwanie do dziś. W pierwszych trzech latach Warciarze grali na pierwszym poziomie ligowym. Następnie występowali na drugim i trzecim szczeblu ligowym, aż do momentu, gdy po ponad 40 latach w sezonie 1993/1994 powrócili do pierwszego poziomu ligowego. Z powrotu nie cieszyli się zbyt długo, ponieważ w kolejnym sezonie opuścili najwyższą ligę w polskiej piłce nożnej, do której nie powrócili aż do 2020 roku (po wygranej w meczu barażowym przeciwko Radomiakowi Radom).

### Warta w poszczególnych sezonach

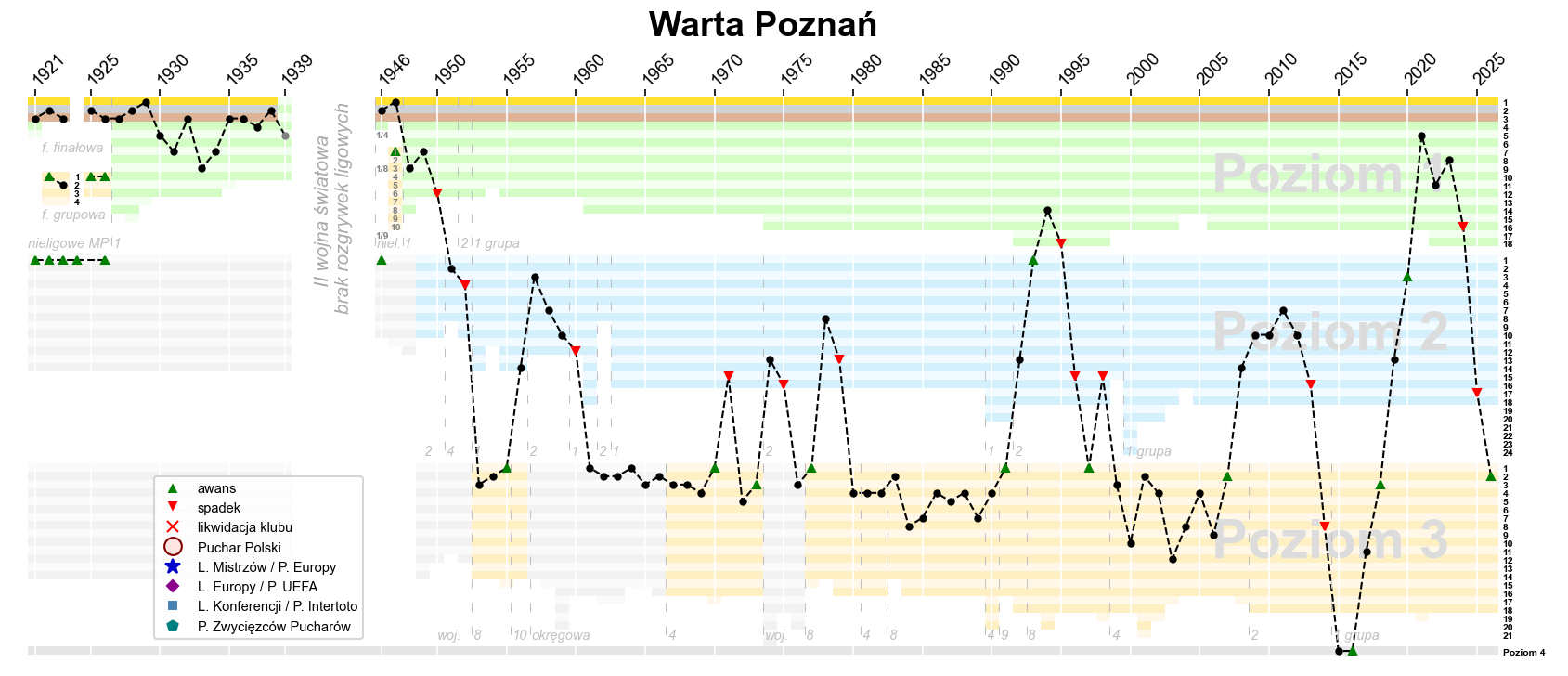
Historia występów Warty Poznań w rozgrywkach ligowych

- 1912: założenie klubu Warta Poznań
- 1913: 1. miejsce w rozgrywkach klasy I ZPTS
- 1914: 1. miejsce w rozgrywkach klasy I ZPTS
- 1915–1918: rozgrywki zawieszone z powodu I wojny światowej.
- 1919: 2. miejsce w rozgrywkach klasy I ZPTS
- Rozgrywki polskie:

| Sezon     | Rozgrywki ligowe (lub mistrzowskie)               | Rozgrywki ligowe (lub mistrzowskie)               | Rozgrywki ligowe (lub mistrzowskie)               | Uwagi | Puchar Polski (rozgrywki centralne)               |
| Sezon     | Liga                                              | Liga                                              | Miejsce                                           | Uwagi | Puchar Polski (rozgrywki centralne)               |
| --------- | ------------------------------------------------- | ------------------------------------------------- | ------------------------------------------------- | --- | ------------------------------------------------- |
| 1920      | II                                                | Klasa A (gr. poznańska)                           | 1                                                 | Rozgrywki niedokończone. | nie rozgrywano                                    |
| 1921      | MP                                                | Mistrzostwa Polski                                | 3                                                 | 1. miejsce w poznańskiej Klasie A. | nie rozgrywano                                    |
| 1922      | MP                                                | Mistrzostwa Polski                                | 2                                                 | 1. miejsce w poznańskiej Klasie A. | nie rozgrywano                                    |
| 1923      | MP                                                | Mistrzostwa Polski                                | 3                                                 | 3. miejsce ex aequo z Polonią Warszawa 1. miejsce w poznańskiej Klasie A. | nie rozgrywano                                    |
| 1924      | II                                                | Klasa A (gr. poznańska)                           | 1/6                                               | W sezonie 1924 mistrzostw Polski nie przeprowadzono. Warta awansowała do Mistrzostw Polski 1925. | nie rozgrywano                                    |
| 1925      | MP                                                | Mistrzostwa Polski                                | 2                                                 | | nie rozgrywano                                    |
| 1926      | MP                                                | Mistrzostwa Polski                                | 3                                                 | 1. miejsce w poznańskiej Klasie A. Po sezonie Warta współtworzyła Ligę. | 1/2 finału                                        |
| 1927      | I                                                 | Liga                                              | 3/14                                              | | nie rozgrywano                                    |
| 1928      | I                                                 | Liga                                              | 2/15                                              | | nie rozgrywano                                    |
| 1929      | I                                                 | Liga                                              | 1/13                                              | Pierwszy tytuł mistrzowski Warta czwartym klubem mistrzowskim po Cracovii, Pogoni Lwów i Wiśle Kraków. Warta jako jedyny klub zdobyła medale we wszystkich pierwszych ośmiu mistrzostwach Polski. Warta na 3. miejscu w klasyfikacji medalowej za Pogonią Lwów i Wisłą Kraków. | nie rozgrywano                                    |
| 1930      | I                                                 | Liga                                              | 5/12                                              | Najwyższe zwycięstwo w Ekstraklasie: 31 sierpnia 1930: Warta Poznań – ŁTSG Łódź 9:1 | nie rozgrywano                                    |
| 1931      | I                                                 | Liga                                              | 7/12                                              | Najwyższe wyjazdowe zwycięstwo w Ekstraklasie: 17 maja 1931: Lechia Lwów – Warta Poznań 0:8 | nie rozgrywano                                    |
| 1932      | I                                                 | Liga                                              | 3/12                                              | Kajetan Kryszkiewicz królem strzelców. | nie rozgrywano                                    |
| 1933      | I                                                 | Liga                                              | 9/12                                              | | nie rozgrywano                                    |
| 1934      | I                                                 | Liga                                              | 7/12                                              | | nie rozgrywano                                    |
| 1935      | I                                                 | Liga                                              | 3/11                                              | | nie rozgrywano                                    |
| 1936      | I                                                 | Liga                                              | 3/10                                              | | nie rozgrywano                                    |
| 1937      | I                                                 | Liga                                              | 4/10                                              | Najwyższa porażka w Ekstraklasie: 5 września 1937: Pogoń Lwów – Warta Poznań 6:0 | nie rozgrywano                                    |
| 1938      | I                                                 | Liga                                              | 2/10                                              | | nie rozgrywano                                    |
| 1939      | I                                                 | Liga                                              | 5/10                                              | Rozgrywki przerwane przez wybuch II wojny światowej. | nie rozgrywano                                    |
| 1940-1945 | Rozgrywki zawieszone z powodu II wojny światowej. | Rozgrywki zawieszone z powodu II wojny światowej. | Rozgrywki zawieszone z powodu II wojny światowej. | Rozgrywki zawieszone z powodu II wojny światowej. | nie rozgrywano                                    |
| 1945      | eliminacje do A-klasy                             | eliminacje do A-klasy                             |                                                   | | nie rozgrywano                                    |
| 1946      | MP                                                | Mistrzostwa Polski                                | 2                                                 | 1. miejsce w poznańskiej Klasie A Pierwsze derby Poznania pomiędzy Wartą a Lechem w oficjalnych rozgrywkach (w klasie A). | nie rozgrywano                                    |
| 1947      | MP                                                | Mistrzostwa Polski                                | 1                                                 | Drugi tytuł mistrzowski Warta na 4. miejscu w klasyfikacji medalowej za Ruchem Chorzów, Pogonią Lwów i Cracovią. | nie rozgrywano                                    |
| 1948      | I                                                 | Liga                                              | 9/14                                              | Pierwsze ekstraklasowe derby Poznania pomiędzy Wartą a Lechem. | nie rozgrywano                                    |
| 1949      | I                                                 | I liga                                            | 7/12                                              | | nie rozgrywano                                    |
| 1950      | I                                                 | I liga                                            | 12/12                                             | | nie rozgrywano                                    |
| 1951      | II                                                | II liga (gr. A)                                   | 2/8                                               | W 1951 Warta uczestniczyła w rozgrywkach o mistrzostwo Polski, którymi był Puchar Polski zamiast I ligi. Warta jako jeden z dwóch klubów (obok Polonii Warszawa) wystąpił we wszystkich nieligowych mistrzostwach Polski.                                                      | 1/8 finału                                        |
| 1952      | II                                                | II liga (gr. A)                                   | 4/10                                              | | III runda                                         |
| 1953      | III                                               | III liga (gr. V)                                  | 3/12                                              | | nie rozgrywano                                    |
| 1954      | III                                               | III liga (gr. V)                                  | 2                                                 | – |                                                   |
| 1955      | III                                               | III liga (gr. V)                                  | 1                                                 | – | 1. miejsce w grupie II baraży o awans do II ligi. |
| 1956      | II                                                | II liga                                           | 12/14                                             | – |                                                   |
| 1957      | II                                                | II liga (gr. północna)                            | 3/12                                              | | 1/16 finału                                       |
| 1958      | II                                                | II liga (gr. północna)                            | 7/12                                              | | nie rozgrywano                                    |
| 1959      | II                                                | II liga (gr. północna)                            | 10/12                                             | | nie rozgrywano                                    |
| 1960      | II                                                | II liga (gr. północna)                            | 12/12                                             | | nie rozgrywano                                    |
| 1960/1961 | III                                               | Liga okręgowa                                     |                                                   | 2. miejsce w grupie I baraży o awans do II ligi. | nie rozgrywano                                    |
| 1961/1962 | III                                               | Liga okręgowa                                     |                                                   | | –                                                 |
| 1962/1963 | III                                               | Liga okręgowa                                     |                                                   | | 1/16 finału                                       |
| 1963/1964 | III                                               | Liga okręgowa                                     |                                                   | 2. miejsce w grupie I baraży o awans do II ligi. | –                                                 |
| 1964/1965 | III                                               | Liga okręgowa (gr. poznańska)                     | 3/15                                              | | II runda                                          |
| 1965/1966 | III                                               | Liga okręgowa                                     |                                                   | | I runda                                           |
| 1966/1967 | III                                               | III liga (gr. IV)                                 | 3/16                                              | | –                                                 |
| 1967/1968 | III                                               | III liga (gr. IV)                                 | 3/16                                              | | –                                                 |
| 1968/1969 | III                                               | III liga (gr. IV)                                 | 4/16                                              | | 1/16 finału                                       |
| 1969/1970 | III                                               | III liga (gr. IV)                                 | 1/16                                              | Przed Lechem Poznań i Lechią Gdańsk. | 1/4 finału                                        |
| 1970/1971 | II                                                | II liga                                           | 15/16                                             | | –                                                 |
| 1971/1972 | III                                               | III liga (gr. IV)                                 | 5/16                                              | | I runda                                           |
| 1972/1973 | III                                               | III liga (gr. IV)                                 | 3/16                                              | | I runda                                           |
| 1973/1974 | II                                                | II liga (gr. północna)                            | 13/16                                             | | –                                                 |
| 1974/1975 | II                                                | II liga (gr. północna)                            | 16/16                                             | | I runda                                           |
| 1975/1976 | III                                               | Liga okręgowa                                     |                                                   | | –                                                 |
| 1976/1977 | III                                               | III liga (gr. VII)                                | 1/13                                              | | –                                                 |
| 1977/1978 | II                                                | II liga (gr. północna)                            | 8/16                                              | | –                                                 |
| 1978/1979 | II                                                | II liga (gr. zachodnia)                           | 13/16                                             | | III runda                                         |
| 1979/1980 | III                                               | III liga (gr. VII)                                | 4/13                                              | | II runda                                          |
| 1980/1981 | III                                               | III liga (gr. I)                                  | 4/14                                              | | II runda                                          |
| 1981/1982 | III                                               | III liga (gr. I)                                  | 4/14                                              | | II runda                                          |
| 1982/1983 | III                                               | III liga (gr. I)                                  | 2/14                                              | | –                                                 |
| 1983/1984 | III                                               | III liga (gr. I)                                  | 8/14                                              | | II runda                                          |
| 1984/1985 | III                                               | III liga (gr. I)                                  | 7/14                                              | | II runda                                          |
| 1985/1986 | III                                               | III liga (gr. I)                                  | 4/14                                              | | 1/8 finału                                        |
| 1986/1987 | III                                               | III liga (gr. I)                                  | 5/14                                              | | I runda                                           |
| 1987/1988 | III                                               | III liga (gr. I)                                  | 4/14                                              | | II runda                                          |
| 1988/1989 | III                                               | III liga (gr. I)                                  | 7/14                                              | | III runda                                         |
| 1989/1990 | III                                               | III liga (gr. I)                                  | 4/20                                              | | I runda                                           |
| 1990/1991 | III                                               | III liga (gr. IX)                                 | 1/14                                              | | I runda                                           |
| 1991/1992 | II                                                | II liga (gr. zachodnia)                           | 13/18                                             | | –                                                 |
| 1992/1993 | II                                                | II liga (gr. zachodnia)                           | 1/18                                              | | III runda                                         |
| 1993/1994 | I                                                 | I liga                                            | 14/18                                             | | III runda                                         |
| 1994/1995 | I                                                 | I liga                                            | 18/18                                             | Ostatnie do 2020 r. derby Poznania pomiędzy Wartą a Lechem. | 1/16 finału                                       |
| 1995/1996 | II                                                | II liga (gr. zachodnia)                           | 15/18                                             | | 1/8 finału                                        |
| 1996/1997 | III                                               | III liga (gr. I)                                  | 1/18                                              | | III runda                                         |
| 1997/1998 | II                                                | II liga (gr. zachodnia)                           | 15/17                                             | | –                                                 |
| 1998/1999 | III                                               | III liga (gr. III)                                | 3/18                                              | | II runda                                          |
| 1999/2000 | III                                               | III liga (gr. II)                                 | 10/18                                             | | II runda                                          |
| 2000/2001 | III                                               | III liga (gr. II)                                 | 2/21                                              | | –                                                 |
| 2001/2002 | III                                               | III liga (gr. II)                                 | 4/19                                              | | –                                                 |
| 2002/2003 | III                                               | III liga (gr. II)                                 | 12/16                                             | | –                                                 |
| 2003/2004 | III                                               | III liga (gr. II)                                 | 8/14                                              | | –                                                 |
| 2004/2005 | III                                               | III liga (gr. II)                                 | 4/16                                              | | Runda wstępna                                     |
| 2005/2006 | III                                               | III liga (gr. II)                                 | 9/16                                              | | –                                                 |
| 2006/2007 | III                                               | III liga (gr. II)                                 | 2/16                                              | Awans po barażach | –                                                 |
| 2007/2008 | II                                                | II liga                                           | 14/18                                             | | –                                                 |
| 2008/2009 | II                                                | I liga                                            | 10/18                                             | | 1/16 finału                                       |
| 2009/2010 | II                                                | I liga                                            | 10/18                                             | | I runda                                           |
| 2010/2011 | II                                                | I liga                                            | 7/18                                              | | I runda                                           |
| 2011/2012 | II                                                | I liga                                            | 10/18                                             | | I runda                                           |
| 2012/2013 | II                                                | I liga                                            | 16/18                                             | | 1/8 finału                                        |
| 2013/2014 | III                                               | II liga (gr. zachodnia)                           | 8/18                                              | Warta nie otrzymała licencji na grę w II lidze w sezonie 2014/15. | I runda                                           |
| 2014/2015 | IV                                                | III liga (gr. kujawsko-pomorsko-wielkopolska)     | 1/18                                              | Przegrane baraże o awans z Polonią Bytom. | –                                                 |
| 2015/2016 | IV                                                | III liga (gr. kujawsko-pomorsko-wielkopolska)     | 1/16                                              | Awans po dwumeczu barażowym z Garbarnią Kraków. | –                                                 |
| 2016/2017 | III                                               | II liga                                           | 11/18                                             | | –                                                 |
| 2017/2018 | III                                               | II liga                                           | 3/18                                              | | Runda wstępna                                     |
| 2018/2019 | II                                                | I liga                                            | 13/18                                             | | 1/32 finału                                       |
| 2019/2020 | II                                                | I liga                                            | 3/18                                              | Awans po meczu barażowym z Radomiakiem Radom | 1/32 finału                                       |
| 2020/2021 | I                                                 | Ekstraklasa                                       | 5/16                                              | Pierwsze od 1995 r. derby Poznania pomiędzy Wartą a Lechem. | 1/8 finału                                        |
| 2021/2022 | I                                                 | Ekstraklasa                                       | 11/18                                             | | 1/32 finału                                       |
| 2022/2023 | I                                                 | Ekstraklasa                                       | 8/18                                              | | 1/16 finału                                       |
| 2023/2024 | I                                                 | Ekstraklasa                                       | 16/18                                             | | 1/8 finału                                        |
| 2024/2025 | II                                                | I liga                                            | 17/18                                             | | 1/16 finału                                       |

## Rekordy

### Rekordy indywidualne
| Najwięcej meczów ligowych | Najwięcej meczów ligowych | Najwięcej meczów ligowych |
| Lp.                       | Zawodnik                  | Mecze                     |
| ------------------------- | ------------------------- | ------------------------- |
| 1.                        | Fryderyk Scherfke         | 235                       |
| 2.                        | Marian Fontowicz          | 202                       |
| 3.                        | Witold Przykucki          | 179                       |
| 4.                        | Leon Radojewski           | 176                       |
| 5.                        | Michał Flieger            | 143                       |
| 6.                        | Jan Wojciechowski         | 132                       |
| 7.                        | Kajetan Kryszkiewicz      | 114                       |
| 8.                        | Adam Knioła               | 111                       |
| 9.                        | Mateusz Kupczak           | 108                       |
| 10.                       | Bolesław Gendera          | 101                       |
| 11.                       | Piotr Danielak            | 100                       |

| Najwięcej goli ligowych | Najwięcej goli ligowych | Najwięcej goli ligowych |
| Lp.                     | Zawodnik                | Bramki                  |
| ----------------------- | ----------------------- | ----------------------- |
| 1.                      | Fryderyk Scherfke       | 134                     |
| 2.                      | Władysław Przybysz      | 70                      |
| 3.                      | Kajetan Kryszkiewicz    | 58                      |
| 4.                      | Adam Knioła             | 57                      |
| 4.                      | Bolesław Gendera        | 56                      |
| 6.                      | Wawrzyniec Staliński    | 52                      |
| 7.                      | Stanisław Kaźmierczak   | 39                      |
| 8.                      | Leon Radojewski         | 28                      |
| 9.                      | Piotr Prabucki          | 25                      |
| 10.                     | Adam Zreľák             | 21                      |
| 11.                     | Hieronim Schwartz       | 19                      |

### Rekordy zespołowe
Najwyższe zwycięstwa i porażki w ekstraklasie
zwycięstwo – dom
- Warta – ŁTSG Łódź 9:1 (4:0) – 31.08.1930 – Staliński 22, F. Scherfke 25,44,53, Andrzejewski 42, Przykucki 73, Knioła 83,88 – Herbstreit 78
- Warta – Warszawianka 8:0 (2:0) – 29.04.1934 – Nawrat 22,71, F. Scherfke 29,80, Knioła 66,89, Nowacki 85,90

porażka – dom
- Warta – AKS Chorzów 0:6 (0:4) – 17.09.1950 – Spodzieja 17,30,33, Salwiczek 34, Glanc 53, T. Wieczorek 89k

zwycięstwo – wyjazd
- Lechia Lwów – Warta 0:8 (0:4) – 17.05.1931 – F.Scherfke 19,71,77, Banaszkiewicz 24,44, Andrzejewski 40, Knioła 48,62

porażka – wyjazd
- Pogoń Lwów – Warta 6:0 (3:0) – 05.09.1937 – Zimmer 18, Michał Matyas 20,40,80k,81,88

### Mecz stulecia
Spotkanie z Wisłą Kraków rozegrane 30 listopada 1947 roku zostało wybrane jako mecz stulecia Warty Poznań.
| 30 listopada 1947 | Warta Poznań | 5:2(5:1) | Wisła Kraków | Widzów: 17 000 Sędzia: Edmund Sperling |
| 30 listopada 1947 | Bolesław Gendera 12' · Bolesław Smólski 13' · Henryk Czapczyk 15' · Marian Skrzypniak 29' · Henryk Czapczyk 31' | 5:2(5:1) | Kazimierz Cisowski 5' · Mieczysław Bąkowski 61' | Widzów: 17 000 Sędzia: Edmund Sperling |
| Feliks Krystkowiak, Tadeusz Weiss, Michał Dusik, Piotr Danielak, Kazimierz Groński, Stanisław Kaźmierczak, Dionizy Gierak, Bolesław Gendera, Henryk Czapczyk, Marian Skrzypniak, Bolesław Smólski trener: Károly Fogl | Feliks Krystkowiak, Tadeusz Weiss, Michał Dusik, Piotr Danielak, Kazimierz Groński, Stanisław Kaźmierczak, Dionizy Gierak, Bolesław Gendera, Henryk Czapczyk, Marian Skrzypniak, Bolesław Smólski trener: Károly Fogl |          | Jerzy Jurowicz, Jan Wapiennik, Mieczysław Rupa, Adam Wapiennik, Tadeusz Legutko, Leszek Snopkowski, Kazimierz Cisowski, Mieczysław Gracz, Józef Kohut, Artur Woźniak, Mieczysław Bąkowski trener: Adam Walter | Jerzy Jurowicz, Jan Wapiennik, Mieczysław Rupa, Adam Wapiennik, Tadeusz Legutko, Leszek Snopkowski, Kazimierz Cisowski, Mieczysław Gracz, Józef Kohut, Artur Woźniak, Mieczysław Bąkowski trener: Adam Walter |

## Piłkarze

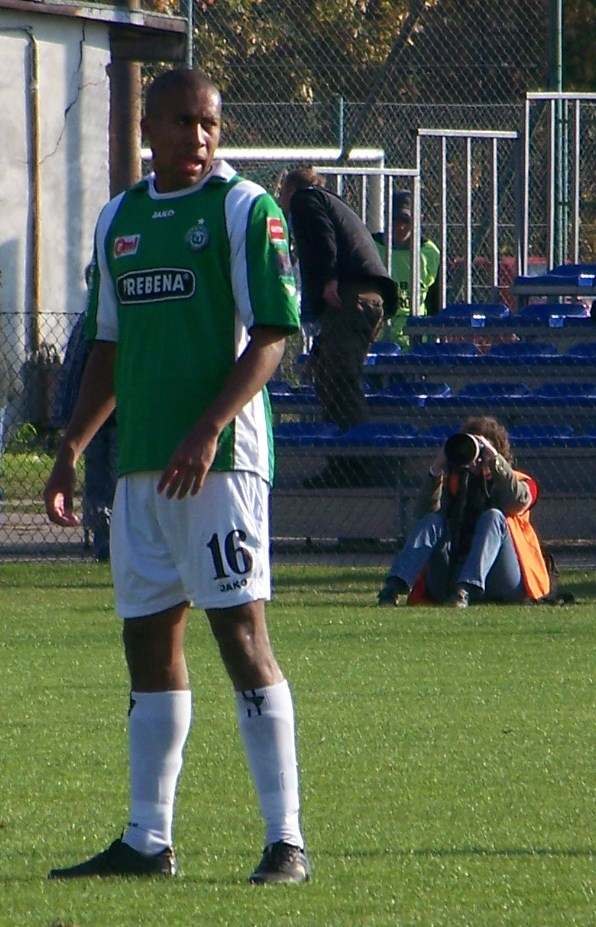
Alain Ngamayama były kapitan Warty, obecnie Polonia Środa Wlkp.

### Piłkarskie legendy
- Wawrzyniec Staliński
- Władysław Przybysz
- Marian Spoida
- Fryderyk Scherfke
- Marian Fontowicz
- Marian Einbacher
- Bolesław Gendera

Źródło:

### Piłkarze w reprezentacji Polski

#### Olimpijczycy
Do grona dotychczasowych reprezentantów polski na igrzyskach olimpijskich należą trzej byli zawodnicy klubu.
| Imię i nazwisko   | Uwagi                            |
| ----------------- | -------------------------------- |
| Marian Spoida     | Letnie Igrzyska Olimpijskie 1924 |
| Fryderyk Scherfke | Letnie Igrzyska Olimpijskie 1936 |

Źródło:

### Piłkarz stulecia
Laureatem plebiscytu na piłkarza 100-lecia Warty Poznań został Fryderyk Scherfke.

### Jedenastka stulecia
W plebiscycie na jedenastkę 100-lecia Warty Poznań wytypowano zawodników, którzy według kibiców najbardziej zapracowali na znalezienie się w tym kręgu.
Jedenastka stulecia została zaprezentowana w ustawieniu 1-4-4-2. Ze względu na dużą ilość głosów na zawodników ofensywnych, były piłkarz Zielonych, Maciej Żurawski został potraktowany, jako ofensywny pomocnik.
Ostatecznie jedenastka 100-lecia wygląda następująco:
- Bramkarz: Feliks Krystkowiak
- Obrońcy: Marian Spoida, Dariusz Cudny, Michał Dusik, Kazimierz Groński
- Pomocnicy: Tomasz Magdziarz, Bolesław Gendera, Maciej Żurawski, Piotr Danielak
- Napastnicy: Fryderyk Scherfke, Wawrzyniec Staliński

Źródło:

## Obecny skład
Stan na 15 sierpnia 2023
| Nr | Poz. | Piłkarz               |
| -- | ---- | --------------------- |
| 1  | BR   | Daniel Kaizer         |
| 2  | OB   | Jakub Bartkowski      |
| 3  | OB   | Jakub Kiełb (kapitan) |
| 5  | PO   | Juri Tlaczuk          |
| 6  | PO   | Maciej Żurawski       |
| 9  | NA   | Maciej Firlej         |
| 15 | PO   | Michał Kopczyński     |
| 20 | PO   | Bartosz Szeliga       |
| ?  | OB   | Adrian Gryszkiewicz   |
| 25 | PO   | Jakub Paszkowski      |
| 26 | PO   | Igor Stańczak         |
| 26 | PO   | Kacper Michaliski     |
| 27 | OB   | Kacper Przybyłko      |

| Nr | Poz. | Piłkarz              |
| -- | ---- | -------------------- |
| 28 | OB   | Filip Borowski       |
| 28 | OB   | Tomasz Wojcinowicz   |
| ?  | NA   | Krzysztof Drzazga    |
| 32 | PO   | Nicolas Raisel       |
| 34 | OB   | Wiktor Pleśnierowicz |
| 42 | BR   | Leo Przybylak        |
| 44 | OB   | Iwajło Makrov        |
| 65 | PO   | Shaun Shibata        |
| 77 | PO   | Filip Waluś          |

## Sztab szkoleniowy i trenerzy

### Sztab szkoleniowy
- Trener: Piotr Klepczarek[75]

- Asystent trenera: Jędrzej Łągiewka
- Asystent trenera: Daniel Ledzion
- Trener przygotowania fizycznego: Piotr Kotlarczyk
- Trener bramkarzy: Jacek Janowski
- Trener analityk:
- Kierownik zespołu: Karol Majewski
- Asystent kierownika: Tomasz Plaskaty
- Fizjoterapeuta: Bartłomiej Kozłowski[76]
- Fizjoterapeuta: Wojciech Danielewicz

### Dotychczasowi trenerzy[77]
| Imię i nazwisko                       | Okres prowadzenia klubu       |
| ------------------------------------- | ----------------------------- |
| Béla Fűrst – HUN                      | 1921 – 1922                   |
| Gyula Bíró – HUN                      | czerwiec 1924 – listopad 1925 |
| Béla Fűrst – HUN                      | marzec 1929 – lipiec 1930     |
| Zygfryd Kosicki                       | sierpień 1930 – grudzień 1930 |
| Marian Spoida                         | marzec 1931 – sierpień 1931   |
| Kazimierz Śmiglak                     | sierpień 1931 – wrzesień 1931 |
| Marian Spoida                         | wrzesień 1931 – kwiecień 1932 |
| Kazimierz Śmiglak                     | maj 1932 – czerwiec 1932      |
| Józef Waxmann                         | lipiec 1932 – czerwiec 1933   |
| Zygfryd Kosicki                       | lipiec 1933 – listopad 1934   |
| Adolf Riebe – AUT                     | marzec 1935 – listopad 1937   |
| Károly Fogl – HUN                     | kwiecień 1938 – czerwiec 1939 |
| Fryderyk Scherfke                     | sierpień 1939                 |
|                                       |                               |
| Mieczysław Balcer                     | ? -?                          |
| Kazimierz Śmiglak i Mieczysław Balcer | ? – listopad 1946             |
| Kazimierz Śmiglak                     | marzec 1947 – maj 1947        |
| Károly Fogl – HUN                     | maj 1947 – kwiecień 1948      |
| Kazimierz Śmiglak                     | maj 1948 – lipiec 1948        |
| Vaclav Križek – CZE                   | lipiec 1948 – kwiecień 1949   |
| Kazimierz Śmiglak                     | kwiecień 1949 – listopad 1949 |
| Károly Fogl – HUN                     | luty 1950 – 1951              |
| Edward Nowicki                        | 1952 -?                       |
| Michał Matyas                         | ? 1955 – listopad 1956        |
| László Fenyvesi – HUN                 | marzec 1957 – czerwiec 1958   |
| Edward Nowicki                        | czerwiec 1958 – listopad 1959 |
| Stanisław Kaźmierczak                 | luty 1960 – listopad 1960     |
|                                       |                               |
| Jerzy Godek                           | ? – czerwiec 1971             |

| Imię i nazwisko                  | Okres prowadzenia klubu          |
| -------------------------------- | -------------------------------- |
| Stefan Żywotko                   | ? – czerwiec 1974                |
| Tadeusz Błażejewski              | czerwiec 1974 – grudzień 1974    |
| Zbigniew Kazmucha                | styczeń 1975 – czewiec 1975      |
| Bogdan Dzięgielewski             | lipiec 1975 – grudzień 1976      |
| Roman Komasa                     | styczeń 1977 – maj 1979          |
| Tadeusz Łuczak                   | maj 1979 -?                      |
| Jan Stępczak                     | lipiec 1983 -styczeń 1984        |
|                                  |                                  |
| Andrzej Żurawski                 | ? – wrzesień 1991                |
| Andreas Mparmperis – USA         | październik 1991 – listopad 1991 |
| Wojciech Wąsikiewicz             | luty 1992 – czerwiec 1993        |
| Eugeniusz Samolczyk              | lipiec 1993 – kwiecień 1994      |
| Tadeusz Łuczak                   | maj 1994 – czerwiec 1994         |
| Wojciech Wąsikiewicz             | lipiec 1994 – wrzesień 1994      |
| Krzysztof Pawlak                 | październik 1994 – wrzesień 1995 |
| Marek Giese i Mirosław Myśliński | wrzesień 1995                    |
| Włodzimierz Jakubowski           | wrzesień 1995 – kwiecień 1996    |
| Andrzej Żurawski                 | maj 1996 -?                      |
| Mariusz Niewiadomski             | ? – październik 1997             |
| Andrzej Żurawski                 | listopad 1997 – marzec 1999      |
| Jarosław Szuba                   | marzec 1999 – czerwiec 1999      |
| Tomasz Wichniarek                | czerwiec 1999 – sierpień 1999    |
| Antoni Pluskota                  | sierpień 1999 – listopad 1999    |
| Tadeusz Łuczak                   | styczeń 2000 – lipiec 2001       |
| Wojciech Wąsikiewicz             | lipiec 2001 – lipiec 2002        |
| Krzysztof Pancewicz              | lipiec 2002 – czerwiec 2003      |
| Wojciech Wąsikiewicz             | czerwiec 2003 – czerwiec 2004    |

| Imię i nazwisko         | Okres prowadzenia klubu                |
| ----------------------- | -------------------------------------- |
| Jarosław Araszkiewicz   | lipiec 2004 – kwiecień 2007            |
| Ryszard Łukasik         | kwiecień 2007 – wrzesień 2007          |
| Bogusław Baniak         | 20 września 2007 – 15 grudnia 2009     |
| Marek Czerniawski       | 15 grudnia 2009 – 19 października 2010 |
| Ryszard Łukasik         | 19 października 2010 – grudzień 2010   |
| Bogusław Baniak         | styczeń 2011 – 16 czerwca 2011         |
| Czesław Jakołcewicz     | 22 czerwca 2011 – 22 sierpnia 2011     |
| Artur Płatek            | 24 sierpnia 2011 – 1 listopada 2011    |
| Jarosław Araszkiewicz   | 1 listopada 2011 – 25 kwietnia 2012    |
| Czesław Owczarek        | 25 kwietnia 2012 – 4 sierpnia 2012     |
| Ryszard Łukasik         | 4 sierpnia 2012                        |
| Czesław Owczarek        | 4 sierpnia 2012 – 21 grudnia 2012      |
| Waldemar Przysiuda      | 6 stycznia 2013 – 14 stycznia 2013     |
| Maciej Borowski         | 14 stycznia 2013 – 2 kwietnia 2013     |
| Krzysztof Pawlak        | 2 kwietnia 2013 – 28 czerwca 2013      |
| Marek Kamiński          | 28 czerwca 2013 – 30 marca 2014        |
| Piotr Kowal             | 30 marca 2014 – 30 czerwca 2014        |
| Tomasz Bekas            | 9 lipca 2014 – 5 listopada 2016        |
| Petr Němec              | 9 listopada 2016 - 30 maja 2019        |
| Piotr Tworek            | 17 czerwca 2019 - 2 listopada 2021     |
| Adam Szala (tymczasowy) | 2 listopada 2019 - 8 listopada 2021    |
| Dawid Szulczek          | 8 listopada 2021 - 24 czerwca 2024     |
| Piotr Jacek             | 24 czerwca 2024 - 22 sierpnia 2024     |
| Piotr Klepczarek        | 27 sierpnia 2024 - 10 marca 2025       |
| Ryszard Tarasiewicz     | 10 marca 2025 - 10 czerwca 2025        |

### Trener stulecia
Laureatem plebiscytu na trenera 100-lecia Warty Poznań został Tadeusz Łuczak.

## Stadiony

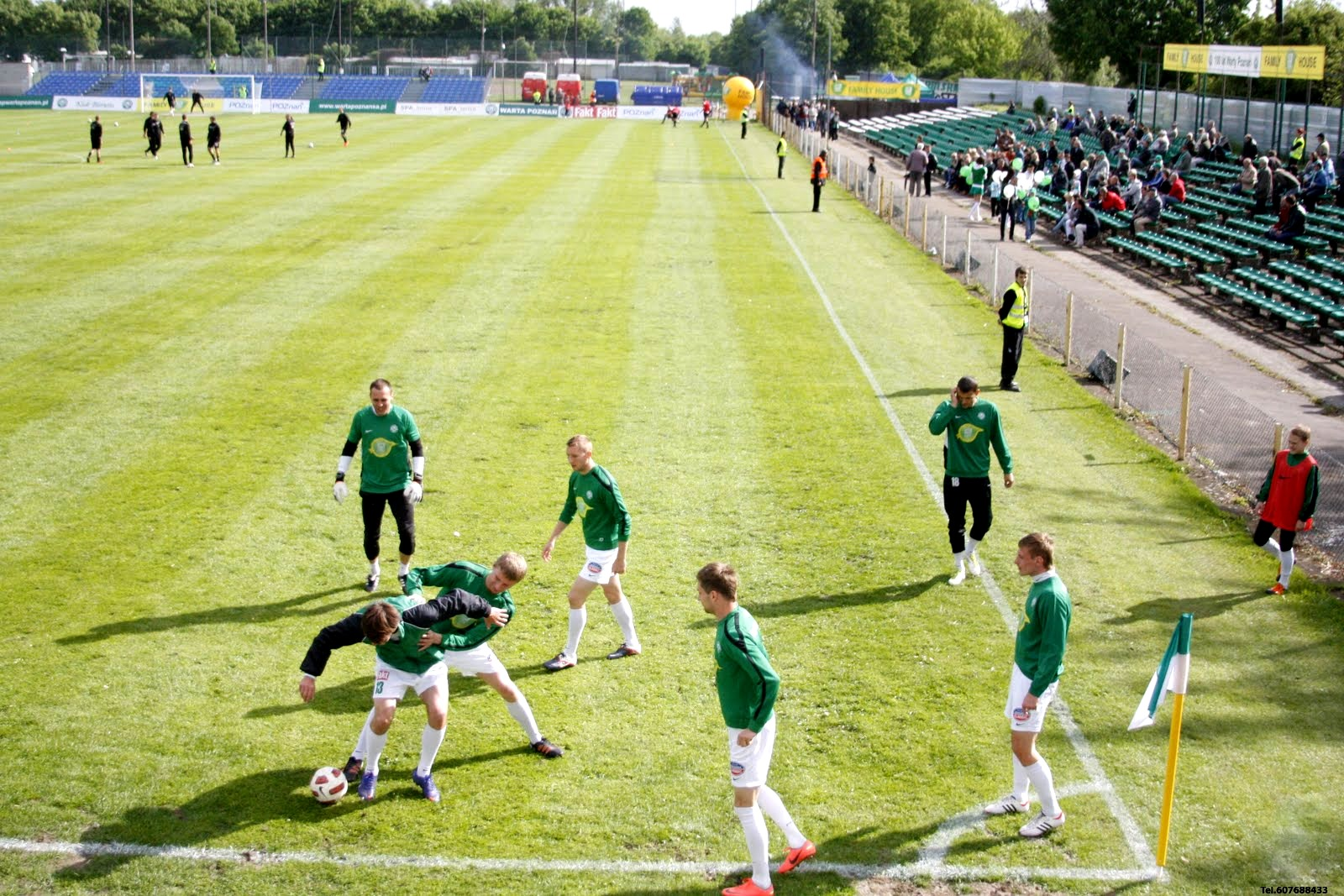
Stadion przy Drodze Dębińskiej

- Stadion Dyskobolii Grodzisk Wielkopolski w Grodzisku Wielkopolskim (mecze ligowe)
- Stadion przy Drodze Dębińskiej w Poznaniu (tzw. Ogródek)

pojemność: 2700 miejsc siedzących
oświetlenie: brak
wymiary boiska: 105 × 68 m
dojazd autobusami: 74, 76, 603
dojazd tramwajami: 2, 6, 9, 15, 18
- Stadion Poznań w Poznaniu (od sezonu 2010/2011 do 29 kolejki sezonu 2011/2012)
- Historyczne stadiony:
  - Boisko przy placu Ciętym w Poznaniu (do 1921),
  - Stadion przy ulicy Rolnej w Poznaniu (od 1921),
  - Stadion im. Edmunda Szyca w Poznaniu

### Średnia liczba widzów na stadionie w I i II lidze

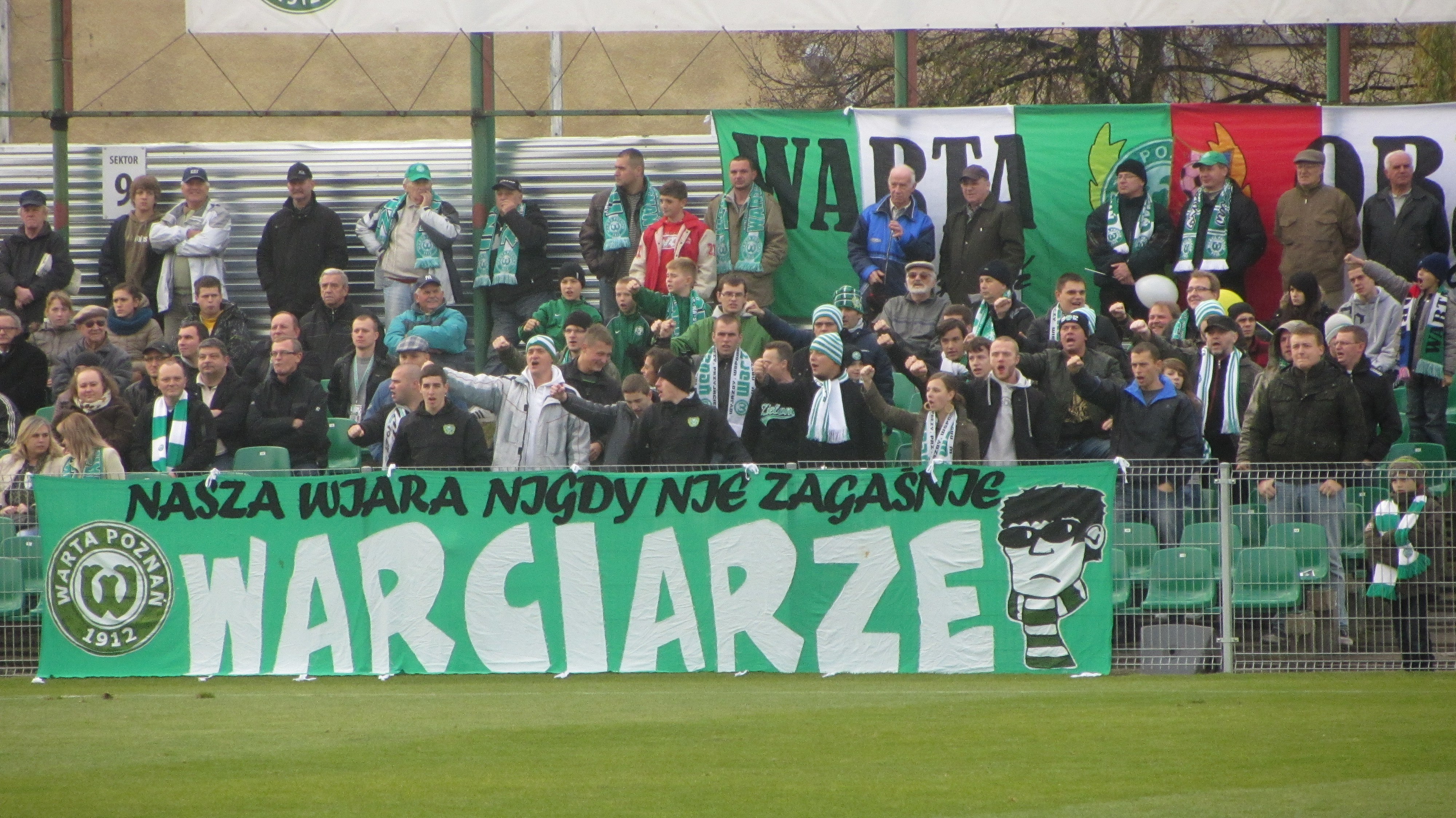
Kibice Warty Poznań podczas meczu z GKS-em Tychy.

Średnia liczba widzów podczas spotkań rozegranych na: stadionie przy Drodze Dębińskiej,
stadionie Dyskobolii Grodzisk Wielkopolski i Stadionie Poznań.
Stan od początku sezonu 2007/2008 do końca sezonu 2012/2013.
Źródła: sezon 2007/2008 – 90minut.pl sezon 2008/2009 – 90minut.pl, sezon 2009/2010 – 90minut.pl, sezon 2010/2011 – 90minut.pl, sezon 2011/2012 – 90minut.pl i sezon 2012/2013 – 90minut.pl.

## Herb
15 czerwca 2023 został zaprezentowany nowy herb Warty Poznań.

## Hymn
Z końcem lutego 2011 roku klub zaprezentował własny hymn, który został skomponowany przez Sylwię Grzeszczak. Tekst pieśni nawiązuje do bogatej tradycji klubu, a także aspiracji, które sięgają awansu do ekstraklasy.Obecnie nie jest używany przez Klub. 

## Maskotka
Przed rozpoczęciem sezonu 2011/2012 klub zaprezentował własne maskotki, którymi zostały dwa dinozaury „Wartusie” mające za zadanie zachęcanie kibiców do dopingu drużyny na meczach, a także towarzyszenie piłkarzom Warty wychodzącym na każde domowe spotkanie. Podczas 23 kolejki sezonu 2011/2012 w meczu Zielonych z Sandecją Nowy Sącz na płycie boiska Stadionu Miejskiego w Poznaniu znalazło się jajo, z którego miał się wykluć potomek klubowych maskotek. Po Wielkanocy 12 kwietnia 2012 roku dzieci ze Szkoły Podstawowej nr 88 w Poznaniu odnalazły zaginionego dinozaura, który wykluł się z jaja, które zaginęło podczas ligowego spotkania Warciarzy z Sandecją. Od tej pory w skład maskotek Warty Poznań wchodzą trzy dinozaury. Mały dinozaur otrzymał imię „Miluś”. Obecnie Warta Poznań nie posiada maskotki. 

## Władze
- Prezes Zarządu: Artur Meissner
- Członkowie zarządu: Maciej Wojdyło
- Przewodniczący Rady Nadzorczej: Marcin Janicki
- Dyrektor sportowy: Dawid Frąckowiak[87]

### Dotychczasowi prezesi
Od założenia klubu do 1962 roku
| Lp. | Imię i nazwisko     | Lata      |
| --- | ------------------- | --------- |
| 1   | Franciszek Szyc     | 1912–1914 |
| 2   | Feliks Machiński    | 1915      |
| 3   | Antoni Bartkowski   | 1916      |
| 4   | Kazimierz Syller    | 1917      |
| 5   | Franciszek Rotnicki | 1917–1924 |
| 6   | Stanisław Broniarz  | 1924–1927 |

| Lp. | Imię i nazwisko       | Lata      |
| --- | --------------------- | --------- |
| 7   | Stanisław Kucharski   | 1927–1930 |
| 8   | Jan Kuczyk            | 1930–1937 |
| 9   | Bolesław Jagielski    | 1938      |
| 10  | Franciszek Baranowski | 1939      |
| 11  | Edmund Szyc           | 1945      |
| 12  | Marian Linke          | 1946      |

| Lp. | Imię i nazwisko     | Lata      |
| --- | ------------------- | --------- |
| 13  | Franciszek Głowacki | 1946      |
| 14  | Józef Marcinkowski  | 1946–1947 |
| 15  | Bogusław Seydlitz   | 1947      |
| 16  | Dobromir Osiński    | 1948–1949 |
| 17  | Antoni Jałoszyński  | 1950      |
| 18  | Feliks Siwiński     | 1951–1954 |

| Lp. | Imię i nazwisko    | Lata      |
| --- | ------------------ | --------- |
| 19  | Józef Trzcionka    | 1955      |
| 20  | Czesław Szymański  | 1956      |
| 21  | Witold Bernatowicz | 1957      |
| 22  | Leon Dąbrowski     | 1958–1959 |
| 23  | Józef Trzcionka    | 1960–1962 |

## Sponsorzy, partnerzy i patroni
- Partner techniczny: Nike
- Partner logistyczny: AliwojTrans
- Partner medyczny: Rehasport
- Partner Warta TV: 2K4K
- Partner SEO/UX: Webmetric[89]
- Partnerzy medialni: Commly, Inmarketing
- Sponsor strategiczny: FOGO[90]
- Sponsor strategiczny akademii: Enea
- Sponsorzy główni akademii: Poznański Bank Spółdzielczy, Ted Gifted
- Sponsor premium: OnlyBio.life, Sushi 4 You
- Sponsor biznes: Ted Gifted
- Partnerzy: 70 firm zrzeszonych w Klubie Biznesu Warty Poznań[91]

## Stroje
| Lata      | Sponsor      |
| --------- | ------------ |
| ?–2006    | reflex       |
| 2006–2009 | PREBENA      |
| 2009–2010 | Pollana      |
| 2010–2011 | Mróz         |
| 2011–2018 | Family House |
| 2020-2023 | TOTALbet     |
| 2024-     | FOGO         |

| Lata   | Sponsor |
| ------ | ------- |
| ?–2011 | Jako    |
| 2011–  | Nike    |

## Warta II Poznań
W sezonie 2012/2013 klub dysponował drużyną rezerw, która przystąpiła do rozgrywek w IV lidze w grupie: wielkopolska (północ). Trenerem został Przemysław Bereszyński, który 13 marca 2013 roku został zastąpiony przez Jarosława Zawadzkiego. Zespół na koniec sezonu uplasował się na 7. miejscu. 17 lipca 2013 roku klub poinformował o wycofaniu drużyny rezerw z rozgrywek IV ligi w sezonie 2013/2014 ze względów kadrowych i szkoleniowych.
Zespół podejmował rywali na stadionie Polonii Poznań, a także w Ogródku.
Od sezonu 2020/2021 drużyna rezerw za zgodą Wielkopolskiego Związku Piłki Nożnej przystąpiła do rozgrywek w IV lidze w grupie: wielkopolska. Trenerem został Bartosz Majchrzak. Sezon 2020/2021 Warta II zakończyła na 18. miejscu w tabeli, w strefie spadkowej. W sezonie 2021/2022 Warta II nie została zgłoszona do rozgrywek V ligi wielkopolskiej. Seniorska drużyna rezerw została przywrócona w 2025 roku i zgłoszona do rozgrywek V ligi.

## Numizmatyka
W 2013 roku wydano dwie monety okolicznościowe związane z klubem. Monety miały nominały 2 zł i 5 zł (monetę o nominale 2 zł wyemitowano w nakładzie do 80 000 sztuk, zaś monetę o nominale 5 zł wyemitowano w nakładzie do 40 000 sztuk). Monety te wchodzą w skład serii monet Polskie Kluby Piłkarskie. 